# 里奧·格雷姆
里奧·格雷姆（德語：Leo Greiml；2001年6月3日—）是一位奧地利足球運動員，在場上的位置是中後衛。他現在效力於沙爾克04。